# Serralada de Cadwallader
La serralada de Cadwallader (Cadwallader Range, en anglès), originalment coneguda com les muntanyes de Cadwallader (Cadwallader Mountains, en anglès), és una de les serres que componen les Serralades del Pacífic, a les Muntanyes Costaneres, situada entre els comtats de Bridge River i Lillooet, a la Colúmbia Britànica Interior (Canadà). Es troba entre el Llac Anderson i el riu Hurley. Segons el plànol provincial, les fronteres exactes de la serra es troben al pas de McGilliray, a l'extrem oriental, i el pas entre els cims de Noel i Sockeye, a la part occidental.
La serralada va ser batejada com les muntanyes de Cadwallader el 1917, i rebatejada com la serralada de Cadwallader el 1951. El nom prové de la seva muntanya més alta, que al seu torn va rebre el nom per Evan Cadwallader, un prospector que va visitar la zona el 1865 com a membre d'un equip d'exploració format per quatre persones i finançat pel governador Seymour, amb l'objectiu d'investigar la potència minera de la regió, i que posteriorment va viure a Moodyville. Una oficina de correus amb el seu nom va operar entre 1900 i 1902 en algun punt de la serra, tot i que es desconeix l'emplaçament exacte.